# Talgo (cég)
A Talgo (teljes nevén a Tren articulado ligero Goicoechea-Oriol, azaz ’Goicoechea–Oriol-féle könnyű csuklós vonat’) egy spanyol vasútijármű-gyár, illetve az általa készített vonatok neve. Mozdonyokat, nagysebességű, InterCity és regionális vonatokat gyárt. Úttörő szerepet vállalt az automatikus nyomtáv-váltásra képes vonatok kifejlesztésében és gyártásában. Talgo vonatok közlekednek Spanyolországban, Franciaországban, Olaszországban, Portugáliában, Svájcban, Kazahsztánban, Kanadában és az USA-ban. Továbbá Szaúd-Arábia és Bosznia-Hercegovina is rendelt szerelvényeket. Nevét Alejandro Goicoechea vasúti tervezőmérnökről és a munkáját támogató José Luis Oriol-Urigüen üzletemberről kapta.

## Termékek
Ez a lista a Talgo gyár vasúti-járműveit sorolja fel. A lista nem teljes.
- RENFE 102 sorozat
- RENFE 130 sorozat
- RENFE 730 sorozat

## Képek

A hagyományos és a Talgo rendszer összehasonlítása
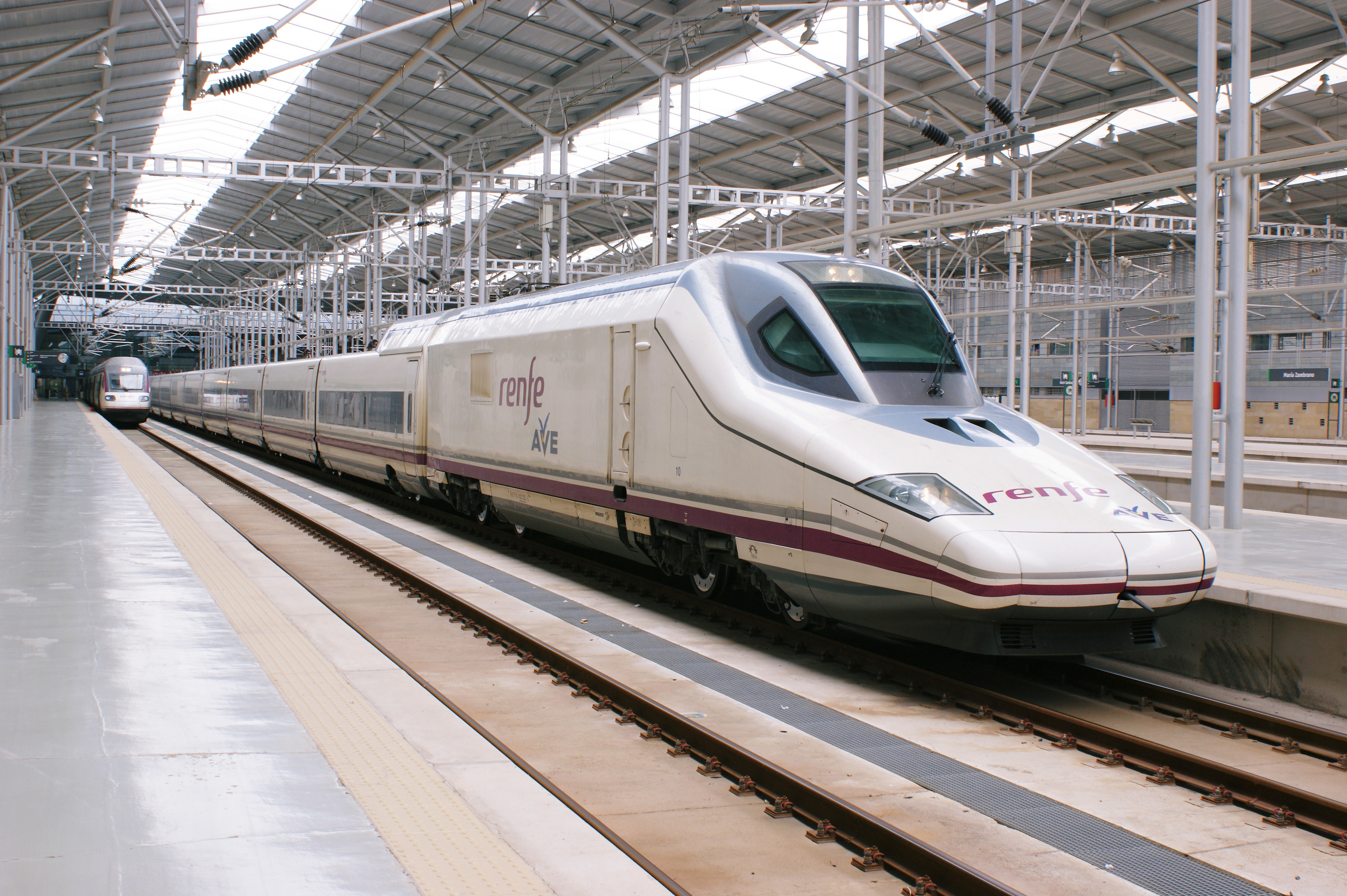
RENFE 102 sorozat Málaga állomáson
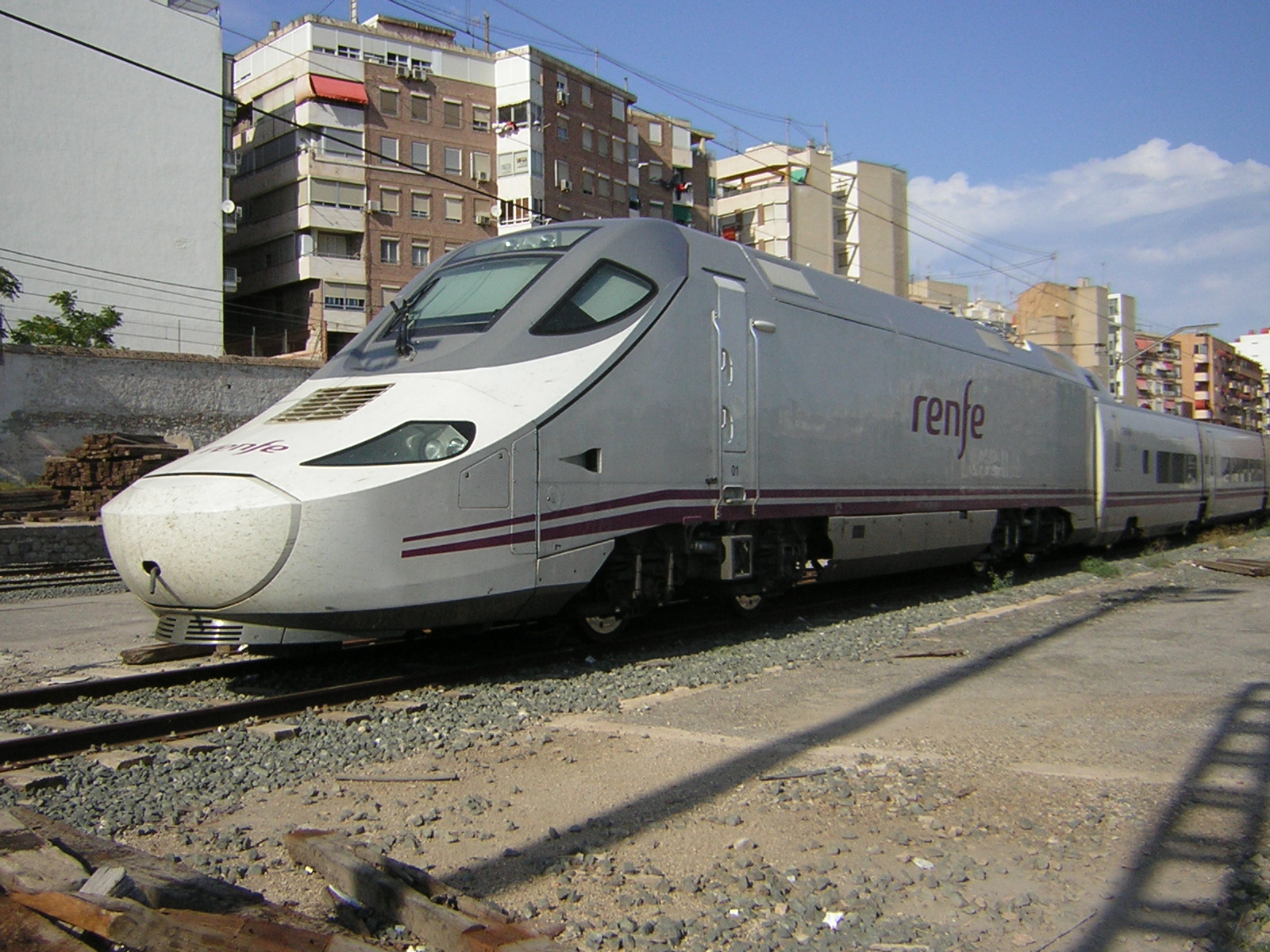
RENFE 130 sorozat nagysebességű motorvonat Spanyolországban
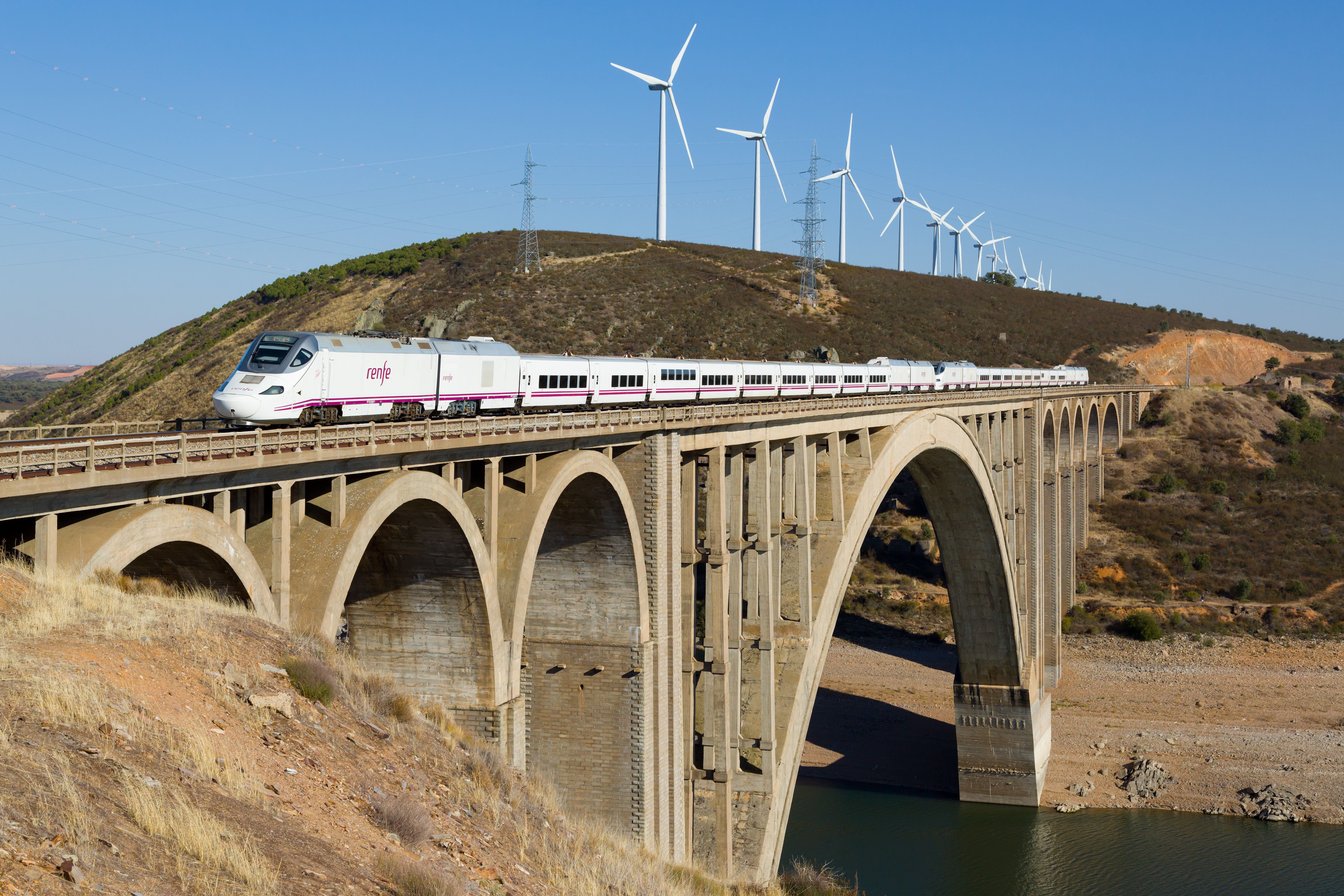
RENFE 730 sorozat